# Великотърновски областен събор
Великотърновски областен събор е историчестко-културен селско-стопански събор, първия от рода си проведен в България. Провежда се в периода 28 -29.май.1939г. Организатори на събитието са:плевенския областен директор - Борис Казанджиев,Министър председателя - Георги Кьосеиванов,Министърът на Вътрешните работи и народното здравеопазване - генерал Никола Недев.
Празниците в града започват с Литургия, проведена в Църква в старинния търновски 
квартал - Асенова махала. На събора присъстват аристократи, духовници, интелектуалци, учители, фабриканти, търговци, граждани и др. Голяма част от тях са настанени в ханове и хотели, други в частни квартири има организиран и палатков лагер. По централната улица на града, се провеждат няколко парада на земедеделски производители, на търговци и др. В следобедните часове в града в местността "Колодрума",се провеждат народни борби,с участнието на големите български борци - Хари Стоев и Дан Колов. На събора са присъствали над 30 000 души.